# توني فينيغان
توني فينيغان (بالإنجليزية: Tony Finnigan)‏ هو لاعب كرة قدم بريطاني في مركز الوسط، ولد في 17 أكتوبر 1962 في ويمبلدون في المملكة المتحدة. شارك مع منتخب إنجلترا تحت 18 سنة لكرة القدم. أما مع النوادي، فقد لعب مع بلاكبيرن روفرز وسويندون تاون وكريستال بالاس ونادي بارنت ونادي برينتفورد ونادي فالكيرك ونادي فولهام وهال سيتي.

## وصلات خارجية
- توني فينيغان على موقع قاعدة بيانات كرة القدم.إي يو (الإنجليزية)
- توني فينيغان على موقع Soccerbase.com (لاعب) (الإنجليزية)